# Lukas Rüegg
Lukas Rüegg (Russikon, 9 de septiembre de 1996) es un deportista suizo que compite en ciclismo en las modalidades de pista y ruta.
Ganó una medalla de bronce en el Campeonato Europeo de Ciclismo en Pista de 2020, en la prueba de persecución por equipos. En los Juegos Europeos de Minsk 2019 obtuvo una medalla de bronce en la misma prueba.

## Medallero internacional
| Juegos Europeos    | Juegos Europeos      | Juegos Europeos   | Juegos Europeos         |
| Año                | Lugar                | Medalla           | Competición             |
| ------------------ | -------------------- | ----------------- | ----------------------- |
| 2019               | Minsk ( Bielorrusia) | Medalla de bronce | Persecución por equipos |
| Campeonato Europeo |                      |                   |                         |
| Año                | Lugar                | Medalla           | Competición             |
| 2020               | Plovdiv ( Bulgaria)  | Medalla de bronce | Persecución por equipos |